# Turboprop
Turboprop betegner en flymotor, hvor en jetmotor driver et eller flere turbinetrin. Turbinen driver via en gearkasse en propel. Nedgearingen skyldes at turbiner virker bedst ved høje omdrejninger og at propeller virker bedst ved lavere omdrejninger. Ofte vejer gearkassen mere end selve jetmotoren.

## Teknologien
Turbopropmotorer er, som navnet afslører, en kombination af den klassiske propel koblet til en turbine (også kendt som jetmotor). For turbopropmotorer bliver meget af turbinens energi ofret for at levere omdrejninger til propelakslen. På grund af dette er den resterende jetenergi til fremdrift fra turbinedelen forholdsvis lav (mindre end 10%).
Fordi propellernes diameter er væsentlig større end turbinens, vil spidserne af propellerne komme til at rotere med en hastighed højere end lydens hastighed, medmindre omdrejningerne geares ned. På almindelige turbopropmotorer er denne gearkasse en del af motoren, mens den i helikoptere ofte er separat fra tubinemotordelen.
Propeller mister effektivitet, jo højere hastighed flyet flyver med. Derfor er turbopropmotorer normalt ikke at finde på højhastighedsfly. Der findes dog motorer (de såkaldte Propfan) der er meget lig turbopropmotorer, og som kan fungere ved flyhastigheder på omkring Mach 0,75.